# 競馬予想フェスティバル
『競馬予想フェスティバル』（けいばよそうフェスティバル）は、2015年にBSスカパー!とフジテレビONEとグリーンチャンネルで特別番組として放送された競馬番組である。

## 概要
スカパー!のチャンネル同士が競馬を通してコラボレーションした共同企画番組の第1弾。フジテレビONEとグリーンチャンネルによる対抗戦形式で、それぞれを代表する番組の出演者たちが自腹で馬券を買い、その払戻金額で競いあう模様を放送していた。収録は、2015年11月8日（日曜）に東京競馬場で行われた。
なお、2時間特番として放送されたBSスカパー!版のみ、東京競馬場での収録パートに加えて予想家たちが翌日のジャパンカップを予想する生放送パートがあり、1時間特番として放送されたフジテレビONE＆グリーンチャンネル版ではこれが省かれていた。

## 出場メンバー
括弧内は、その人物が2015年当時に出演していた番組ならびに担当ポジション。

### MC
- 見栄晴（『競馬予想TV!』司会）
- 小島友実（『トラックマンTV』アシスタント）

### フジテレビONE代表
- 亀谷敬正（『競馬予想TV!』予想家、『競馬血統研究所』研究所長）
- 小林弘明（『競馬予想TV!』予想家）
- 小籔千豊（『競馬血統研究所』研究員）
- 横山ルリカ（『競馬予想TV!』アシスタント、『競馬血統研究所』研究員）

### グリーンチャンネル代表
- 須田鷹雄（『KEIBAコンシェルジュ』コンシェルジュ）
- 辻三蔵（『KEIBAコンシェルジュ』コンシェルジュ）
- 小木茂光（『KEIBAコンシェルジュ』支配人）
- 守永真彩（『KEIBAコンシェルジュ』支配人秘書）

## 放送局
| 放送対象地域 | 放送局    | 放送局             | 系列   | 初回放送日     | 放送時間            | 備考                              |
| ------------ | --------- | ------------------ | ------ | -------------- | ------------------- | --------------------------------- |
| 日本全域     | スカパー! | BSスカパー!        | BS放送 | 2015年11月27日 | 金曜 23:00 - 翌1:00 |                                   |
| 日本全域     | スカパー! | グリーンチャンネル | BS放送 | 2015年12月17日 | 木曜 19:00 - 20:00  | BSスカパー!版の前半部分のみを放送 |
| 日本全域     | スカパー! | フジテレビONE      | CS放送 | 2015年12月5日  | 土曜 22:00 - 23:00  | BSスカパー!版の前半部分のみを放送 |